# Nouveau Théâtre expérimental
 (février 2016).
Si vous disposez d'ouvrages ou d'articles de référence ou si vous connaissez des sites web de qualité traitant du thème abordé ici, merci de compléter l'article en donnant les références utiles à sa vérifiabilité et en les liant à la section « Notes et références ».

Logo

Le Nouveau Théâtre expérimental (NTE) est une compagnie de théâtre de création située à Montréal. 
La direction artistique est, depuis 2003, occupée par Daniel Brière et Alexis Martin. 

## Historique

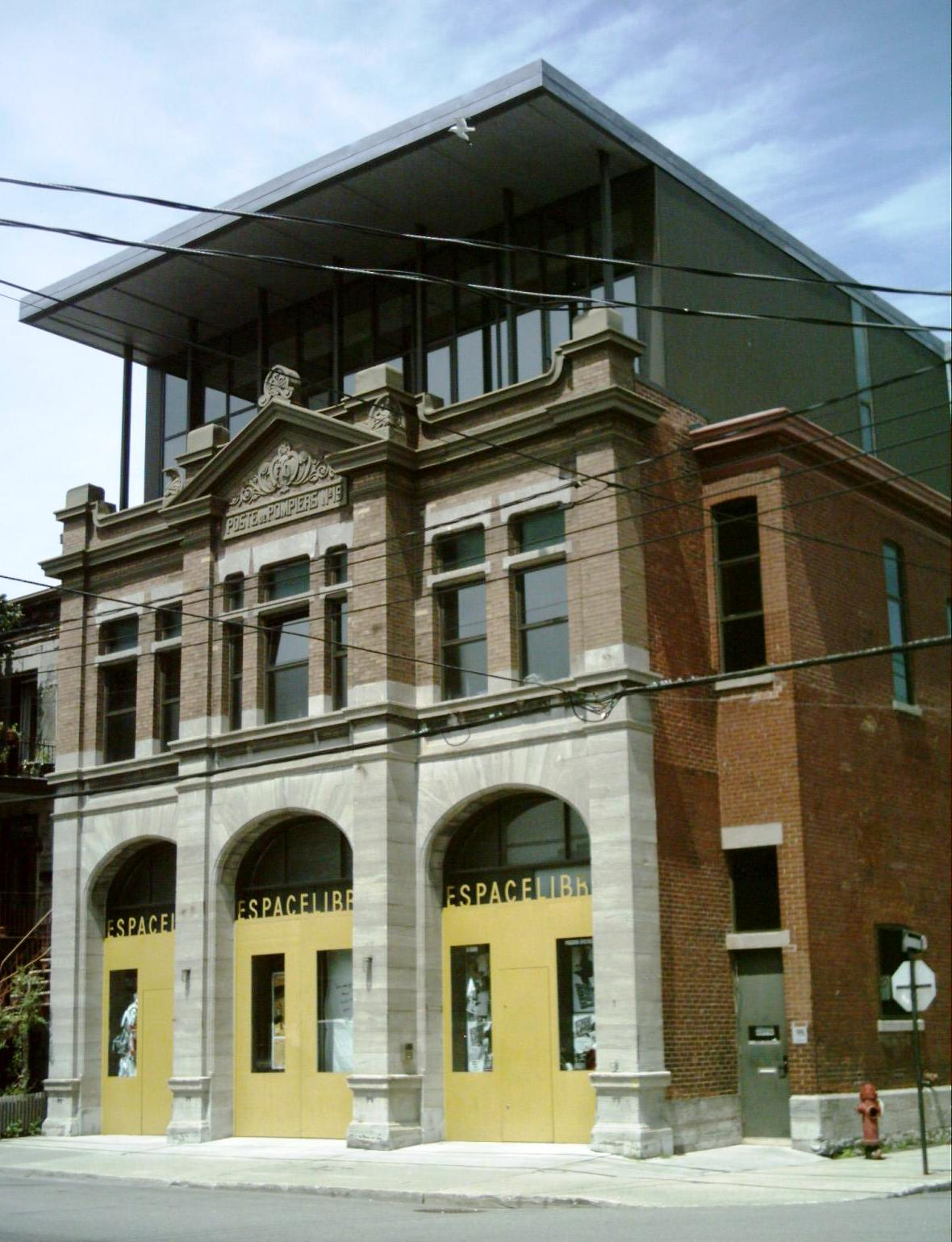
Espace Libre, 1945, rue Fullum

Le Nouveau Théâtre expérimental a été fondé à Montréal en 1979 par Robert Claing, Robert Gravel, Anne-Marie Provencher et Jean-Pierre Ronfard.
En 1981, la compagnie emménage dans la caserne de pompiers no19, rue Fullum à Montréal. C'est la fondation du théâtre Espace libre! Le lieu est alors partagé avec les compagnies Omnibus et Carbone 14. Le NTE inaugure le lieu, la même année, avec la pièce Vie et Mort du roi boiteux, écrite et mise en scène par Jean-Pierre Ronfard. La pièce réunit plus de 30 comédiens, Robert Gravel y tient le rôle-titre. La direction artistique à quatre s'arrêtera en 1988 avec le départ de Robert Claing, Anne-Marie Provencher quittera l'aventure en 1990.
Parmi les créations du duo Gravel-Ronfard, on compte les pièces Thérèse, Tom et Simon qui réunissait 50 comédiens ainsi que Matines : Sades au petit-déjeuner présentée à 7h le matin. En 1996, le NTE voit ses fondations ébranlées par la disparition de Robert Gravel. Jean-Pierre Ronfard tient la garde et assure la direction du NTE seul, jusqu'à l'arrivée du comédien, auteur et metteur en scène, Alexis Martin. Daniel Brière se joindra au duo en 2003, année de décès de Jean-Pierre Ronfard.
Depuis 2003, c'est le duo Brière et Martin qui assure la direction artistique du Nouveau Théâtre expérimental. Parmi les productions marquantes du duo, on retrouve Tavernes (2004),  la trilogie L’Histoire révélée du Canada français 1608-1998 (2014), Animaux (2016), Extramoyen, splendeur et misère de la classe moyenne (2017), Camillien Houde, «le p'tit gars de Sainte-Marie» et la pièce Bébés (2019). 
Le NTE a fêté ses 35 ans en 2014.
En 2018, le NTE a inauguré un site internet consacré à sa vaste collection d'archives, dont une série de captations intégrales de pièces de son répertoire.
À consulter également : le fonds d’archives du Nouveau Théâtre expérimental (P971) est conservé au centre BAnQ Vieux-Montréal de Bibliothèque et Archives nationales du Québec.

## Théâtrographie sommaire
- 2020 : Bébés de Daniel Brière, Emmanuelle Jimenez et Alexis Martin
- 2018 : Camillien Houde «le p'tit gars de Sainte-Marie» d'Alexis Martin et Daniel Brière
- 2017 : Extramoyen, splendeur et misère de la classe moyenne de Pierre Lefebvre, Alexis Martin et Daniel Brière
- 2016 :  Animaux de Daniel Brière et Alexis Martin
- 2015 :  Septembre d'Evelyne de la Chenelière et Daniel Brière (en tournée au Centre national des arts)
- 2014 :  Le Pain et le Vin de Daniel Brière et Alexis Martin
- 2013 : La trilogie L'Histoire révélée du Canada français, 1608-1998 de Daniel Brière et Alexis Martin (présentée au Festival Trans-Amériques et au Carrefour international de théâtre de Québec)
- 2012 : Les Chemins qui marchent de Daniel Brière et Alexis Martin
- 2011:  Invention du chauffage central en Nouvelle-France de Daniel Brière et Alexis Martin (en tournée au Centre national des arts)
- 2010 :  Ronfard nu devant son miroir d’Evelyne de la Chenelière et Daniel Brière
- 2009 :  La Fin d'Alexis Martin et Daniel Brière
- 2008 : Plan américain d’Evelyne de la Chenelière et Daniel Brière
- 2007 : La Marche de Rama de Daniel Brière et Alexis Martin
- 2006 : Grid de Daniel Brière et Alexis Martin
- 2005 : Un certain Stanislavski de Marcel Sabourin et Gabriel Sabourin
- 2005 : Nicht retour mademoiselle d’Evelyne de la Chenelière et Daniel Brière
- 2004 : Tavernes d’Alexis Martin
- 2003 : Bureaux  d’Alexis Martin (Reprise au Centre du Théâtre d'Aujourd'hui et au Centre national des Arts)
- 2002 : Henri & Margaux d’Evelyne de la Chenelière et Daniel Brière (Tournée Montréal et ses environs  et au Centre national des Arts)
- 1998 : Les Mots de Jean-Pierre Ronfard (Carrefour international de théâtre)
- 1997 : 15 Secondes de François Archambault
- 1997 : Sade au petit-déjeuner de Robert Gravel et Jean-Pierre Ronfard (En tournéeFestival international des Amériques, France et Belgique)
- 1996 : Thérèse, Tom et Simon de Robert Gravel (Festival international des Amériques)
- 1995 : 50 de Robert Gravel et Jean-Pierre Ronfard
- 1994 : Matroni et moi d’Alexis Martin

## Fondateurs
- Robert Claing,
- Robert Gravel,
- Anne-Marie Provencher
- Jean-Pierre Ronfard[6].

## Publications du Nouveau Théâtre expérimental
- Les cahiers du NT', un album-coffret comprenant 12 cahiers relatant l'historique de la compagnie.
- Les Tracs, une revue en 5 numéros de 1976 à 1979
- Les Organes, revue expérimentale publiée de 1998 à 2004

## À lire sur le sujet
- À la question : Jean-Pierre Ronfard, JEU, no 3, 1976, p. 62-69 - Lire en ligne
- Cultiver l'ambiguïté. Entretien avec Alexis Martin, Revue d'idées, Numéro : vol. 3 no. 2 Printemps-été 2001 - Lire en ligne
- L'Univers d'Alexis Martin : Nouveau Théâtre expérimental, documentation autour du Théâtre à lire présenté par le Centre des auteurs dramatiques (CEAD) - Lire en ligne
- Les Théâtres de création au Québec, en Acadie et au Canada français, Hélène Beauchamp, VLB éditeur, 2005
- Robert Gravel : Les Pistes du cheval indompté, Raymond Plante et Yvon Leduc, Éd. 400 coups, 2004
- 1980-1985 : L'Ex-Jeune Théâtre dans de nouvelles voies, JEU, no 36, (3) 1985

## Documentaires
- Mort subite d'un homme-théâtre : Hommage à Robert Gravel, documentaire de Jean-Claude Coulbois, 2012 - Voir
- Sujet expérimental, Québec- UQAM Annie St-Pierre – 2003 - Voir